# Diane di Prima
Diane di Prima (ur. 6 sierpnia 1934 w Nowym Jorku, zm. 25 października 2020 w San Francisco) – amerykańska poetka.

## Życiorys
Była wnuczką anarchisty Domenica Mallozziego.
Zaczęła pisać w wieku siedmiu lat, jako nastolatka korespondowała m.in. z Ezrą Poundem. Studiowała w Swarthmore College. Była to jedna z pierwszych szkół koedukacyjnych w USA. Przez wiele lat mieszkała na Manhattanie, gdzie znana była jako czołowa przedstawicielka ruchu bitników. Założycielka Nowojorskiego Teatru Poetyckiego oraz wydawnictwa Poets Press, razem z Amirim Baraką redagowała literacki biuletyn „The Floating Bear”. W 1966 przeniosła się do Millbrook (Nowy Jork) i przez kilka lat mieszkała w psychodelicznej społeczności Timothy'ego Leary'ego.
Dwadzieścia lat mieszkała i pracowała w północnej Kalifornii, gdzie uczestniczyła w politycznej działalności ruchu Diggers, żyła w komunie późnych lat sześćdziesiątych, studiowała buddyzm Zen, sanskryt i alchemię. Urodziła pięcioro dzieci. Od 1980 do 1986 nauczała hermetycznych i ezoterycznych tradycji w poezji w New College of California. Jej prace zostały przetłumaczone na dwadzieścia języków.
W San Francisco wykładała w Institute of Magical and Healing Arts. Wydała ponad trzydzieści zbiorów poetyckich oraz wspomnienia Recollections of My Life as a Woman (2001).

## Twórczość
- This Kind of Bird Flies Backward, Totem Press, 1958[2][3]
- Dinners and Nightmares (opowiadania), 1961
- Poems for Freddie, 1966
- War Poems (redakcja), 1968
- Memoirs of a Beatnik, 1969 (wyd. pol. Wspomnienia bitniczki, 2013)
- The Book of Hours, 1970
- Selected Poems: 1956–1975, 1975
- Loba, Part II, 1976
- Selected Poems: 1956–1976, 1977
- Loba, Parts 1–8, 1978[2][6]
- Pieces of a Song: Selected Poems, 1990
- Recollections of My Life as a Woman The New York Years, 2001